# Wynand Fockink
Koordinaten: 52° 22′ 20,5″ N, 4° 53′ 43″ O

Wynand Fockink in einer Huldigung der k.u.k. Hof- und Kammerlieferanten zum Thronjubiläum 1908

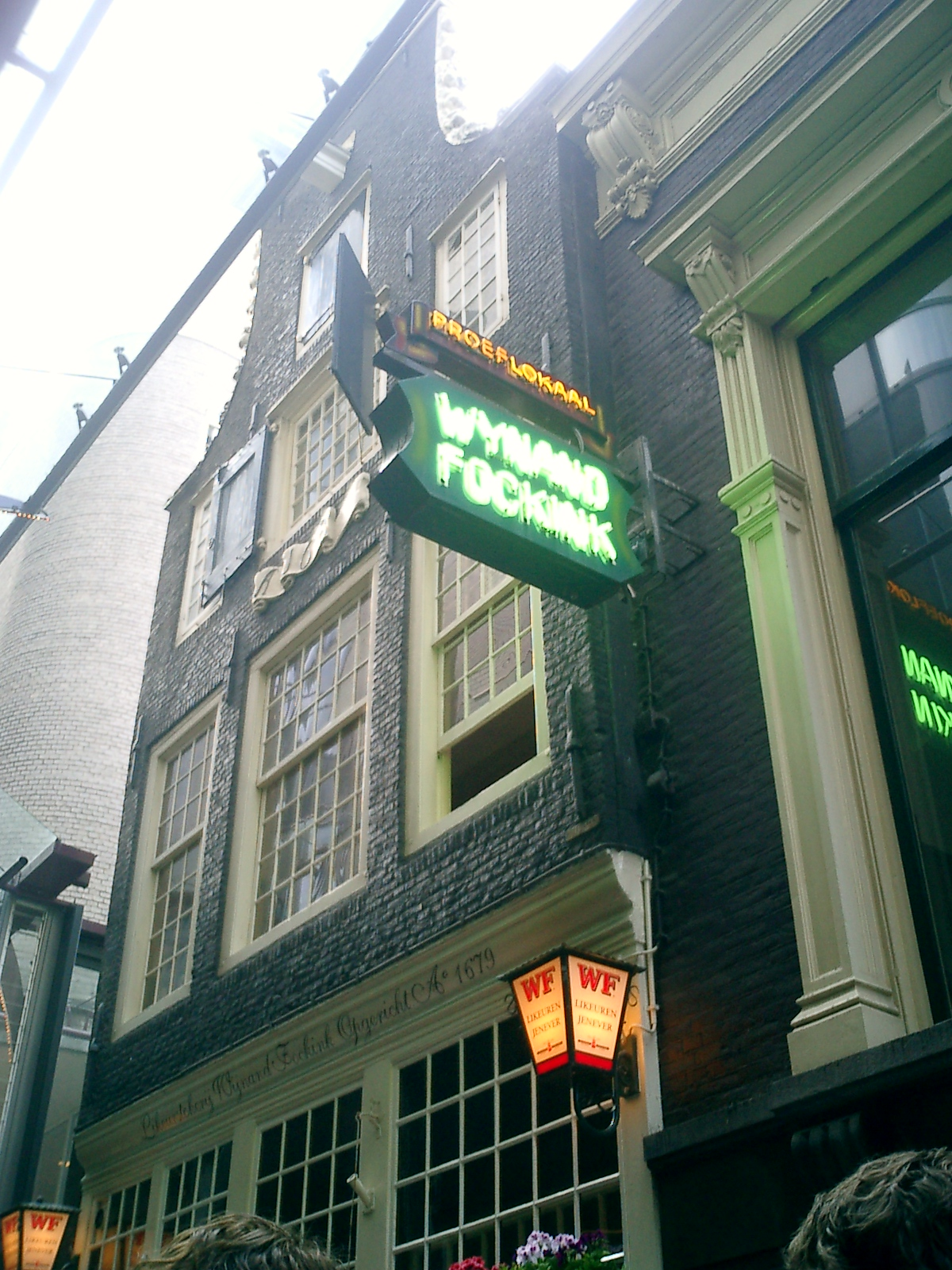
Das Proeflokaal Wynand Fockink in Amsterdam

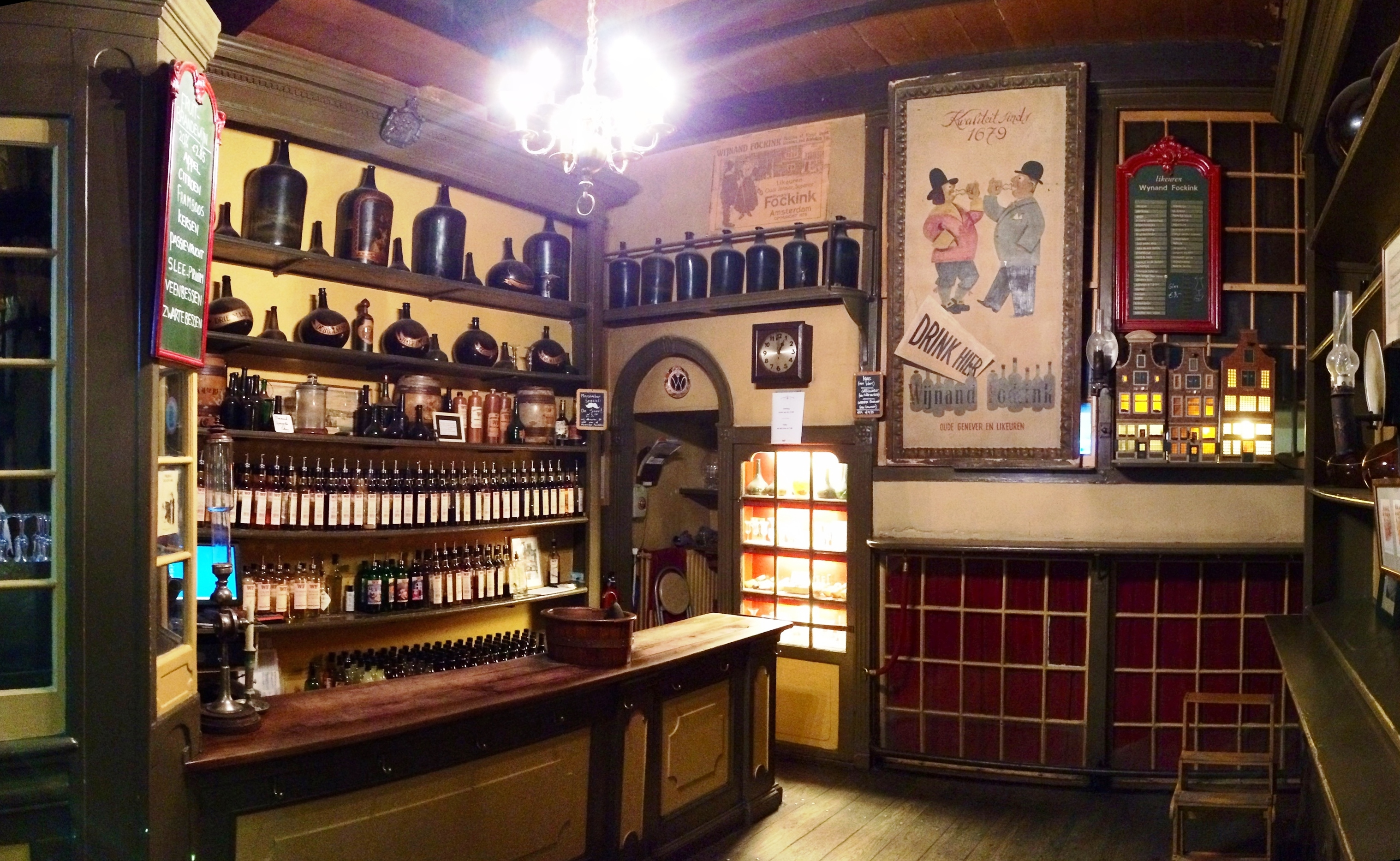
Das Innere vom Proeflokaal

Wynand Fockink (auch Wijnand Fockink geschrieben) war ein bedeutender holländischer Spirituosenhersteller, insbesondere von Genever. Das Haupthaus befand sich am Pijlsteeg 31 im Zentrum von Amsterdam, heute ist dort ein Fockink Museum und ein Proeflokaal („Verköstigungsstelle“) eingerichtet.

## Geschichte
Um 1679 eröffnete Jan Bierman eine Spirituosen- und Likörbrennerei auf dem Pijlsteeg in Amsterdam. Um 1730 übernahm Wynand Fockink (1693–1778) die Brennerei. Wynand heiratete 1733 zum zweiten Mal. Von den vielen Kindern, die aus dieser Verbindung entstammten, überlebte nur seine Tochter Maria ins Erwachsenenalter, Wynand war also ohne männliche Nachkommen. Drei Jahre vor seinem Tod machte er Johan Dentzel zu seinem Geschäftspartner.
Unter der Leitung von Wynand Fockink wurde die Likörbrennerei zu einer der größten in den Niederlanden, in hohem Maße trugen dabei seine Geschäftskontakte als Weinhändler dazu bei. Johan Dentzel vergrößerte das Unternehmen und um die Jahrhundertwende besaß das Unternehmen sechs Gebäude auf Amsterdams Oudezijds Voorburgwal, zusammen mit sechs weiteren Gebäuden auf dem Pijlsteeg. Im frühen 19. Jahrhundert expandierte Fockink durch den Export von Likören und Genever weiter. Fockink eröffnete Geschäfte in Berlin, Wien, Brüssel und in Paris. Frankreich war im Zeitraum von 1815 bis 1860 einer der größten Absatzmärkte. Fockink wurde Hoflieferant der Königin der Niederlande, k.u.k. Hoflieferant und anderer europäischer Höfe. Das Geschäft dort befand sich am exklusiven Kohlmarkt 4 im 1. Bezirk.
Die Gebrüder Johannes und Petrus Schmitz, die beide jeweils mit den Urenkelinnen von Wynand Fockink verheiratet waren, übernahmen das Geschäft im frühen 19. Jahrhundert und führten es ebenfalls erfolgreich. Weitere Gebäude in Amsterdam wurden dazugekauft, zu dem Zeitpunkt wurde eine Passage zwischen der Damstraat und dem Pijlsteeg errichtet, um das Geschäft, auch als Proeflokaal, sichtbarer zu machen.
Um 1870 besaß Fockink fünf Destillierapparate, verwendete eine 30 PS-Dampfmaschine und beschäftigte um die 80 Mitarbeiter. In dieser Zeit fing der Export nach Amerika an. 1920 wurde Fockink von einem Familienunternehmen in eine Aktiengesellschaft mit beschränkter Haftung umgewandelt.
In den Jahren nach dem Zweiten Weltkrieg sah sich Fockink zunehmend der Konkurrenz von Lucas Bols ausgesetzt. 1954 kaufte Bols Fockink auf. Die Brennerei wurde abgebaut und Produktion und Handelsbeziehungen wurden jetzt von Bols, zuerst von der Amsterdamer Rozengracht aus und später aus Nieuw Vennep, geleitet. Die Produkte von Wynand Fockink blieben bis 1970 auf dem Markt. Nach dem Ende wurde in dem alten Geschäftshaus eine Gaststätte betrieben, der Mieter war Pieter Gijsberti Hodenpijl von 1948 zum Herbst 1988. Von 1988 bis 1993 wurde das Haus von Hausbesetzern in Beschlag genommen. 1993 eröffneten Jaros Janssens und Jan Galesloot das alte Geschäftshaus mit angeschlossener Brennerei als Museum und Informationszentrale für Liköre und Genever, in der seine Geschichte und Herstellung der Öffentlichkeit präsentiert wird. Seit dem 1. Januar 2008 sind Rob Koning und Paul Wanrooij die Betreiber.

## Produkte
Im Proeflokaal werden verschiedene Liköre und Genever angeboten, unter anderem der WF Superior (ein drei Jahre alter Genever), 'Bruidstranen' (ein gewürzter Wein der vor einer Hochzeit verabreicht wurde), 'Hansje in de kelder' sowie Hausspezialitäten wie 'Half en Half' und 'Boswandeling' (Waldspaziergang), die Fockink berühmt machten.
Eine Besonderheit ist die Trinkweise des Genever im Fockink. Er wird in kleine Gläschen gefüllt, der Trinker muss sich zum Glas hinunterbeugen und den ersten Schluck schlürfen, ohne die Hände zu verwenden.